# Hilara infans
Hilara infans är en tvåvingeart som beskrevs av Zetterstedt 1842. Hilara infans ingår i släktet Hilara och familjen dansflugor. Inga underarter finns listade i Catalogue of Life.